# Huello

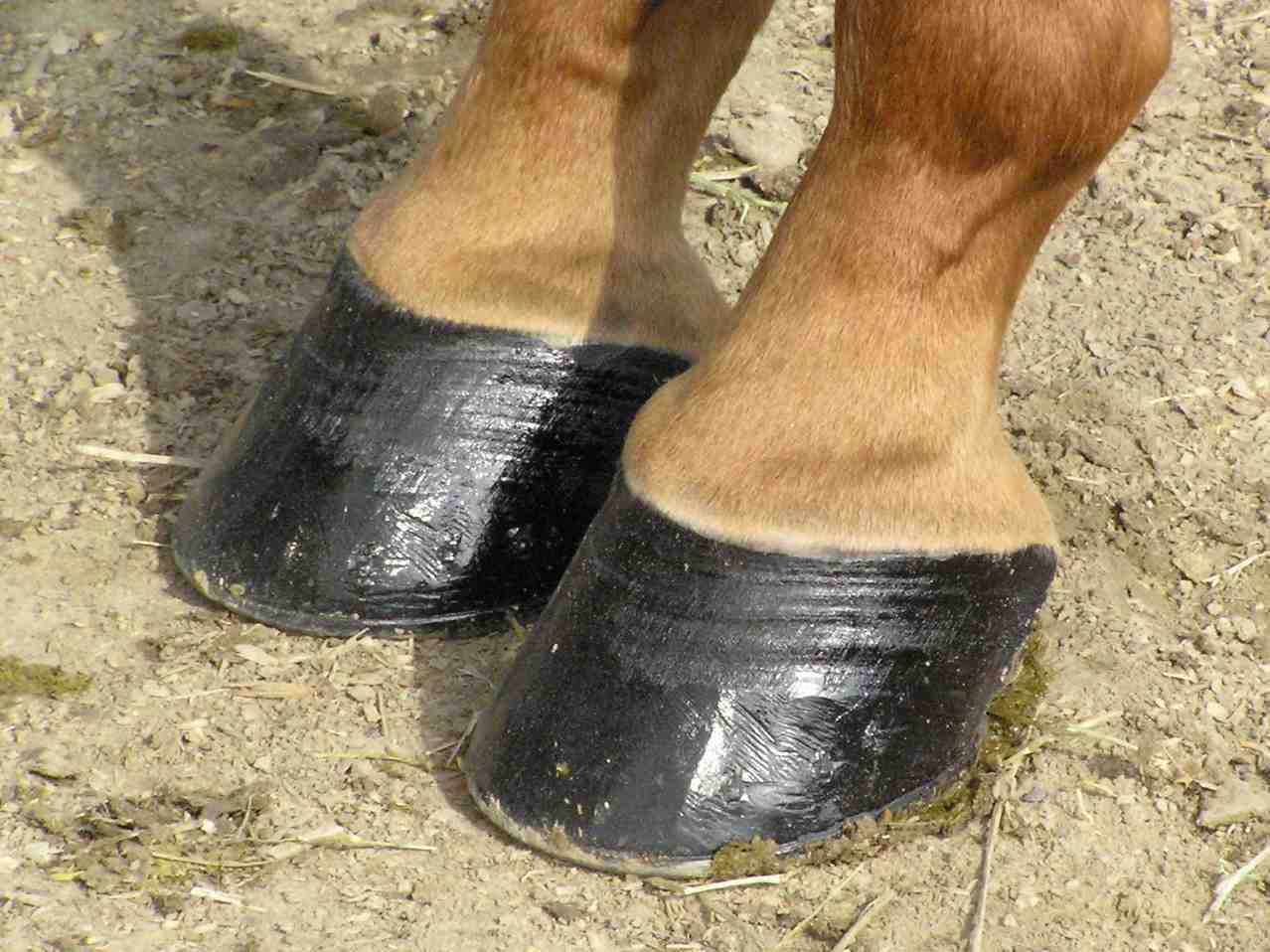
Huello

Se llama huello al modo que tienen los caballos de plantar los pies en tierra.
Se dice que son cinco los huellos del caballo, esto es, uno perfecto o natural y cuatro imperfectos.
- el huello perfecto es el que toma el animal sentando el casco rectamente y por igual en el suelo;
- el huello topino es cuando el animal pisa de punta;
- el pando, cuando pisa de talón;
- el izquierdo, es cuando gasta más el casco de la parte de adentro que de la de afuera;
- el estervado, es un modo de pisar contrario al anterior y en que gasta más el caballo el casco de la parte de afuera que de la de adentro.